# Chains on You
Chains on You è un singolo della cantante greco-armena Athīna Manoukian, pubblicato il 14 febbraio 2020.
Il brano ha vinto la terza edizione di Depi Evratesil, guadagnando il diritto di rappresentare l'Armenia all'Eurovision Song Contest 2020 prima della cancellazione dell'evento.

## Descrizione
Il brano è stato presentato per la prima volta dal vivo in occasione della partecipazione della cantante a Depi Evratesil 2020, trionfando nella finale del 15 febbraio 2020. Il brano è risultato il più votato sia dalla giuria armena che dalla giuria internazionale, ed è stato il terzo preferito dal televoto.
La versione eurovisiva del brano, che vede leggere modifiche alla base strumentale, è stata presentata il 13 marzo 2020. Tuttavia, in seguito alla cancellazione dell'evento dovuta alla pandemia di COVID-19, il brano non è stato ammesso all'edizione successiva.

## Video musicale
Il video musicale è stato pubblicato il 13 marzo 2020 attraverso il canale YouTube dell'Eurovision Song Contest. È stato prodotto da Art'ur Manukyan ed è stato girato in circa due settimane dopo la finale di Depi Evratesil.

## Tracce
Testi di Athīna Manoukian, musiche di Athīna Manoukian e DJ Paco.
1. Chains on You – 3:02

## Formazione
- Athīna Manoukian – voce, produzione
- DJ Paco – produzione
- Artem Valter – missaggio